# Катастрофа ATP на Сан-Жоржи
Катастрофа ATP на Сан-Жоржи (порт. Voo SATA Air Açores SP530M) — авиационный инцидент, произошедший 11 декабря 1999 года.
Рейс 530M авиакомпании SATA Air Açores был региональным рейсом Азорских островов, выполнявшимся между аэропортами Понта-Делгада и Флориш с промежуточной остановкой в Орте. 11 декабря 1999 года в 09:20 по местному времени самолёт BAe ATP Graciosa, следовавший в Орту, столкнулся с пиком Эшперанса в центральной части острова Сан-Жоржи, в результате чего погибли все 35 человек на борту. Это крупнейшая авиационная катастрофа в истории с участием British Aerospace ATP.
Рейс вылетел в 08:37 утра из Понта-Делгада с запланированной промежуточной посадкой в Орте через 51 минуту полёта. Экипаж самолёта состоял из капитана Арналдо Мескиты (55 лет) и второго пилота Антонио Магальяйнса (46). Погода на островах была типичной для времени года: поверхностный холодный фронт с облаками, умеренные юго-западными ветра, сменявшиеся сильными северными ветрами, но в целом скорость воздушных масс была 15-25 м/с. В районе Сан-Жоржи это время был сильный дождь.
Во время полёта экипаж решил изменить курс, получив разрешение на снижение до 1500 м над проливом между островами Пику и Сан-Жоржи. В 09:03, когда второй пилот с связался с диспетчером, выяснилось, что самолёт отклонился на 14 морских миль от курса и пролетал над северным побережьем острова Сан-Жоржи, продолжая снижение.
В 09:17 второй пилот сообщил, что самолёт пролетает над островом, была попытка набрать высоту, но левое крыло ATP врезалось в северный склон Пику-да-Эшперанса на высоте 1067 м (высота горы — 1073 м). Самолёт продолжил движение, падая в сторону океана. Перед падением самолёта не было экстренных сообщений. При столкновении с землёй пожара не было.
После известия об авиакатастрофе все полёты над архипелагом были отменены. Спасатели прибыли на место крушения более чем через четыре часа. На место трагедии невозможно было добраться наземным транспортом, а густой туман и ветер представляли опасность для вертолётов. Было объявлено об отсутствии надежды найти выживших, поэтому вечером поиски тел и обломков были отложены до утра. На следующий день семь тел были извлечены спасателями.
Премьер-министр Португалии Антониу Гутерриш, находившийся в Хельсинки на саммите Европейского союза, покинул его, отменив запланированный визит в Косово и вылетел на Азорские острова.
В окончательном отчёте комиссии по расследованию Национального института гражданской авиации был сделан вывод о том, что самолёт отклонился от своего маршрута на Орту, что не было замечено экипажем. Это отклонение привело, что самолёт пролетал над северным побережьем Сан-Жоржи, а не над проливом. Недостаточная высота и привела к столкновению с горной вершиной.
Способствовало катастрофе и неправильное использование бортового метеорологического радара в качестве дополнительного средства облегчения навигации.
У места столкновения самолёта с горой установлена мемориальная доска с именами жертв рейса. Отдельно установлен памятный крест с распятием приходскому священнику Жулиу Соаришу, находившемуся среди пассажиров.